# Sichendorf
Sichendorf, zuletzt ein Ortsteil der Gemeinde Nainhof-Hohenfels im ehemaligen Landkreis Parsberg, ist eine Wüstung im Truppenübungsplatz Hohenfels.

## Geographische Lage
Der Weiler lag im oberpfälzischen Jura der Südlichen Frankenalb etwa 3,5 km nordöstlich von Hohenfels auf ca. 440 m über NHN in absteigendem Gelände zwischen den Erhebungen Kühberg im Südosten (479 m ü. NHN), Edelberg im Südwesten (498 m ü. NHN), Egelberg im Nordwesten (498 m ü. NHN), Wolfsberg im Norden (436 m ü. NHN) und Nußberg im Nordosten (484 m ü. NHN).

## Geschichte
Sichendorf erscheint erstmals urkundlich 1440, und zwar als Lehen des Pfalzgrafen Johann in der Herrschaft Hohenfels. Im Salbuch dieser Herrschaft von 1494/1500 sind vier Anwesen in „Suechendorf“ verzeichnet. Um 1600 ist die Ansiedelung als „Sicherdorf“ im Kartenwerk von Christoph Vogel unter dem Amt Hohenfels verzeichnet. Gegen Ende des Alten Reiches, um 1800, bestand der Weiler aus sechs Anwesen und einem gemeindlichen Hirtenhaus.
Im Königreich Bayern wurde um 1810 der Steuerdistrikt Unterödenhart gebildet und 1811 zum Landgericht Parsberg gegeben. Diesem gehörten die Dörfer bzw. Einöden Unterödenhart, Aicha, Butzenhof(en), Machendorf, Oberödenhart, Pöllnricht und Sichendorf an. Mit dem zweiten bayerischen Gemeindeedikt von 1818 entstand daraus die Ruralgemeinde Unterödenhart, zu der 1884 noch die Einöde Mehlhaube hinzukam.
Als 1938 ein Wehrmachtsübungsplatz in der Oberpfalz errichtet wurde, musste die Gemeinde Unterödenhart und damit auch Sichendorf abgesiedelt werden und ging 1944 offiziell im Heeresgutsbezirk Hohenfels auf. Nachdem 1925 in den sechs Wohngebäuden des Kirchdorfs noch 43 Personen lebten, zählte man nach Auflassung des Heeresgutsbezirks und der Wiederbesiedelung durch Flüchtlinge und Vertriebene im Herbst 1950 28 Bewohner in dem schon vor dem Zweiten Weltkrieg errichteten Barackenlager, das zur Gemeinde Nainhof-Hohenfels gehörte. Diese musste im Herbst 1951 in kurzer Frist geräumt werden, weil die US-Armee dort einen Truppenübungsplatz errichten wollte. In ihm wurde Sichendorf erneut zur Wüstung.
Die dortigen archäologischen Befunde der neuzeitlichen Kapellenruine „Unserer Lieben Frau“ gelten als Bodendenkmäler.
Im Zuge der Gebietsreform in Bayern wurde das Gebiet des „alten“ Truppenübungsplatzes am 1. Oktober 1970 dem Markt Hohenfels angeschlossen.

### Einwohner- und Gebäude-/Hofzahlen
- 1494: 4 Höfe[11]
- 1800: 6 Höfe[12]
- 1830: 30 Einwohner, 6 Häuser in „Sicherndorf“[13]
- 1838: 44 Einwohner, 6 Häuser, 1 Kapelle[14]
- 1867: 49 Einwohner. 16 Gebäude[15]
- 1871 59 Einwohner, 11 Gebäude; Großviehbestand 1873: 56 Stück Rindvieh[16]
- 1900: 45 Einwohner, 6 Wohngebäude[17]
- 1925: 43 Einwohner, 6 Wohngebäude[18]
- 1950: 28 Einwohner in Notwohngebäuden[19]

### Kirchliche Verhältnisse
Das Dorf gehörte seit altersher (so um 1600) zur katholischen Pfarrei St. Ulrich zu Hohenfels im Bereich des Bistums Regensburg. Dorthin gingen die Kinder bis zur Absiedelung in die katholische Schule; um 1950 besuchten die Kinder der Neusiedler die Schule der Gemeinde Nainhof-Hohenfels in Nainhof. Die Marienkapelle des Weilers wurde 1816 errichtet; Rest der Außenmauern sind noch vorhanden und sind als Baudenkmäler eingestuft. Siehe auch Liste der Baudenkmäler in Hohenfels (Oberpfalz)#Wüstung Sichendorf.